# Madonnina videografija
Madonnina videografija sadrži 66 glazbenih videa, 8 snimaka koncertnih turneja, 4 video kompilacije, 4 video singla i 2 dokumentarna filma. Madonna je 1982. godine potpisala ugovor s Sire Recordsom, kućom u vlasništvu Warner Bros. Recordsa, te pustila prva dva singla prije izlaska prvog albuma. Madonnin prvi glazbeni video je bio za singl "Everybody" za koji je Sire Records izdvojio vrlo malo novca. Prvi video koji je privukao pozornost na MTV-u je bio onaj za pjesmu "Borderline", a uslijedio je i za pjesmu "Lucky Star". Madonna zatim 1984. izdaje "Like a Virgin", najavni singl s istoimenog albuma. Radnja videa je smještena u Veneciji, a većim je dijelom Madonna bila obučena u vjenčanicu. Iste godine izdaje video za "Material Girl" koji je inspiriran filmom Muškarci više vole plavuše s Marilyn Monroe. Madonnin treći studijski album, True Blue je izdan 1986. godine. Glazbeni video za najavni singl "Live to Tell" je bio velika promjena za Madonnu. Madonna je svoju popularnost ustoličila na MTV-u kada je snimala video za pjesmu "True Blue". Spotovi za pjesme "La Isla Bonita" i "Who's That Girl" su se bavile hispanskom i religioznom tematikom. Početkom 1989. Madonna potpisuje 5 milijuna $ vrijedan ugovor s Pepsi koji bi koristili njezinu pjesmu "Like a Prayer" u reklami. Međutim, kada je Madonna objavila glazbeni video za pjesmu, sve zajedno je to naišlo na veliko opiranje i negodovanje religijskih grupa i medija. U videu Madonna pleše ispred gorućih križeva, prikazuje stigme, ljubi crnog svetca i vodi ljubav s njim na oltaru. Od ostalih poznatih videa u ovoj godini su "Express Yourself" i "Cherish" za koje su kritičari bili puni hvale, prvenstveno zbog snažne feminističke poruke.
Sljedeće godine, 1990., Madonna izdaje pjesmu "Vogue", čiji spot prikazuje gay kulturu plesa nazvanu "voguing" zbog stiliziranih pokreta tijela. Zatim izdaje video za pjesmu "Justify My Love" koji prikazuje scene sadomazohizma, voajerizma i biseksualnosti. MTV je zabranio emitiranje ovog videa. Madonna 1992. izdaje peti studijski album Erotica. Istoimena pjesma je izdana kao prvi singl s albuma, a video je prikazao Madonnu kao maskiranu dominu. Glazbeni video za pjesmu "Deeper and Deeper" je prikazao Madonnu kao štićenicu Andyja Warhola, Edie Sedgwick. U videu "Bad Girl" prikazano je ubojstvo lika kojeg je utjelovila Madonna. Pjesma "Secret" izlazi 1994. godine kao prvi singl sa šestog studijskog albuma Bedtime Stories. Glazbeni video sadrži scene reinkarnacije, trasvestitizma i ostalog. Sljedeće godine izdaje spot za pjesmu "Bedtime Story". Inspiracija za video je došla iz slika Fride Kahlo i Remedios Varo. Najavni singl sa sedmog studijskog albuma Ray of Light, pjesma "Frozen", bila je nova velika Madonnina promjena stila. Video za pjesmu "Ray of Light" prikazuje ljude u njihovoj svakodnevici. Fasciniranost azijskom kulturom, prikazala je u spotu za pjesmu "Nothing Really Matters" gdje glumi gejšu.
Sredinom 2000. godine, Madonna izdaje osmi studijski album Music. U glazbenom videu za nasovnu pjesmu, Madonna se pojavljuje kao svodnik ali i kao glamurozni kauboj. Video za pjesmu "What It Feels Like for a Girl" prikazuje Madonnu koja se vozi u autu sa starijom ženom i uništava sve oko sebe i čini različite prekršaje. Ovo nasilje se nastavilo i u sljedećim spotovima za pjesme "Die Another Day" i "American Life", najavnog singla s devetog studijskog albuma istog naziva. U posljednjem se pokazuje vojnička modna revija, koja je bila kritika na ratna stanja u Iraku. Deseti studijski album, Confessions on a Dance Floor izdaje 2005. godine. Video za najavni singl, "Hung Up", je snimljen u čast John Travolti i njegovim plesnim koracima. Jedanaesti studijski album Hard Candy je izdan početkom 2008. godine, a njegov najavni singl, "4 Minutes", je prikazao Madonnu kao junaka koji spašava svijet. Video za pjesmu "Celebration" je označen kao povratak Madonne dance korijenima.
Madonna je surađivala s mnogim uspješnim producentima i režiserima, tako da se mnogi Madonnini glazbeni spotovi smatraju umjetnošću. U svojim spotovima se Madonna doticala tema poput maloljetničke trudnoće, rasizma, religije, seksa i nasilja. Allan Metz i Carol Benson u svojoj knjizi, The Madonna Companion: Two Decades of Commentary, kažu da niti jedan drugi pop umjetnik nije toliko koristio svoje spotove kao što je Madonna koristila svoje na MTV-u. Smatraju da joj je upravo to pomoglo u učvršćivanju njezine popularnosti.
»Teško je raspravljati o Madonninim pjesmama bez relevantnog videa. Najkontroverznija pjesma koja je izazvala burne rasprave, "Like a Prayer", je upravo tu popularnost stekla zbog videa a ne zbog same pjesme. Mnogi upravo smatraju video važnijim nego samu pjesmu.«
Madonna je smještena na prvo mjesto VH1-ove liste "50 najvećih žena video ere".

## Glazbeni video

### 1982. – 1989.
| Godina | Glazbeni video        | Redatelj              | Napomena |
| ------ | --------------------- | --------------------- | --- |
| 1982   | "Everybody"           | Ed Steinberg          | Madonna s grupom plesača pleše u kući. U pozadini se nalaze neonska svijetla. |
| 1983   | "Burning Up"          | Steve Barron          | Madonna je u bijeloj haljini, piše po cesti i pjeva o svom dečku. Dečko parkira auto i vjerojatno dolazi do nje. |
| 1983   | "Holiday"             | Nepoznat              | Nije snimljen službeni glazbeni video |
| 1984   | "Borderline"          | Mary Lambert          | Madonna glumi hispanku koja pleše na ulici. Ostavlja svog dečka zbog fotografa, ali ipak ostavlja fotografa i odlazi svom dečku. |
| 1984   | "Lucky Star"          | Arthur Pierson        | Madonna pleše ispred bijele pozadine s dva plesača. |
| 1984   | "Like a Virgin"       | Mary Lambert          | Madonna šeta ulicama Venecije i po velikim prostorijama noseći bijelu vjenčanicu. Ubacuju se scene s lavom koji slobodno šeće i čovjekom koji nosi lavlju masku. Video je doživio negative komentare od strane obiteljskih organizacije i socijalnih radnika, koji su smatrali da video promiče seks izvan braka i umanjuje vrijednost obitelji, te su za Madonnu govorili da izgleda kao kurva.                                                                                              |
| 1985   | "Material Girl"       | Mary Lambert          | Madonna pjeva pjesmu u roza haljini bez rukava, okružena muškarcima u crnim odijelima. Inspracije je pronađena u filmu Marilyn Monroe Muškarci više vole plavuše i scene Diamonds Are a Girl's Best Friend. Tada je Madonna dobila nadimak u medijima koji ju je pratio kroz cijelu karijeru - "material girl" (hr. materijalna djevojka). |
| 1985   | "Crazy for You"       | Harold Becker         | Isječci iz filma Vision Quest |
| 1985   | "Into the Groove"     | Susan Seidelman       | Isječci iz filma Očajnićki tražeći Susan. |
| 1985   | "Gambler"             | Harold Becker         | Isječci iz filma Vision Quest |
| 1985   | "Dress You Up"        | Danny Kleinman        | Prikazana je Madonnina izvedba pjesme s The Virgin Tour. |
| 1986   | "Live to Tell"        | James Foley           | Madonna mijenja svoj izgled. Odbacuje sav nakit koji je prije nosila, kosu pušta do ramena a boja kose je bila zlatno plava. I za ovaj izgled je nadahnuće pronašla u Monroe. U video su ubačene scene iz filma Izbliza u kojemu je glumio njezin tadašnji suprug Sean Penn. |
| 1986   | "Papa Don't Preach"   | James Foley           | Madonna glumi djevojku iz susjedstva po uzoru na Shirley MacLaine i Audrey Hepburn iz 1950-ih. Ostaje trudna sa svojim dečkom i treba to priznati ocu. Također se prikazuje i seksi Madonna sa zgodnim dečkom. |
| 1986   | "True Blue"           | James Foley           | Pjesma ima amričko izdanje u kojemu se Madonna ne pojavjuje, i internacionalno gdje Madonna sa svojim prijateljicama pleše u autu i zalogajnici. |
| 1986   | "Open Your Heart"     | Jean-Baptiste Mondino | Video je snimljen u čast glumicama Liza Minnelli i Marlene Dietrich. Madonna glumi egzotičnu plesačicu u klubu koja se sprijatelji s dječakom i zajedno pobjegnu iz tog kluba. Video je primio negativne kritike zbog dječaka u striptiz klubu. |
| 1987   | "La Isla Bonita"      | Mary Lambert          | Madonna gluni damu iz španjolske četvrti. Glumi dvije uloge: dječački obućenu katoličku ženu i šarenu flamenco plesačicu. Prikazana je Madonnina fasciniranost hispanskom kulturom i religijskom simbolikom. |
| 1987   | "Who's That Girl"     | Peter Rosenthal       | Madonna je obučena u španjolskom stilu i traži blago. U video su uključene i scene iz filma istoimenog filma. |
| 1987   | "Causing a Commotion" | Nepoznat              | Izvedba iz Torina s turneje Who's That Girl World Tour. Druga verzija prikazuje izvedbu s MTV Video Music Awards. |
| 1987   | "The Look of Love"    | James Foley           | Scene iz filma Tko je ta djevojka. |
| 1989   | "Like a Prayer"       | Mary Lambert          | Madonna je svjedok međurasnom ubojstvu, te se odlazi moliti u crkvu. U crkvi Madonna ljubi crnog sveca, dobiva stigmate, te pleše ispred gurućih križeva. Na kraju odlazi osloboditi čovjeka koji je krivo optužen za ubojstvo. Vjerske zajednice su protestirale protiv videa koji je prema njihovom mišljenju bio bogohulan za Katoličku Crkvu. Papa je zabranio Madonni dolazak u Vatikan i tražio bojkot Pepsi. Pepsi je raskinuo ugovor s Madonnom, ali joj je ostalo svih 5 milijuna $. |
| 1989   | "Express Yourself"    | David Fincher         | Video je inspiriran filmom Metropolis. Madonna je direktor kompanije, kasnije glamurozna dama i okovana mazohistica. Jednog od mišićavih djelatnika Madonna na kraju izabere za spoj. Video za "Express Yourself" je u to vrijeme bio najskuplji snimljen video s 5 milijuna $. |
| 1989   | "Cherish"             | Herb Ritts            | Madonna je na plaži s muškom sirenom i malim sirenama. Na kraju se zaljubi u jednog od sirena. |
| 1989   | "Dear Jessie"         | Derek Hayes           | Animirani video u kojemu je Madonna prikazana kao pčela. Video je izdan izvan Sjedinjenih Država. |
| 1989   | "Oh Father"           | David Fincher         | Crno bijeli video u kojemu se prikazuje smrt majke i buran odnos između njezinog muža i kćerke. Nakon mnogo godina Madonna, kao ta odrasla kćerka, dolazi na majčin grob zajedno s ocem s kojim se pomirila. |

### 1990. – 1999.
| Godine | Glazbeni video                      | Redatelj              | Napomena |
| ------ | ----------------------------------- | --------------------- | --- |
| 1990   | "Vogue"                             | David Fincher         | Crno bijeli video koji prikazuje glamurozan izgled starog Hollywooda s muškarcima u odijelima i Madonnom u haljini. U videu je prikazan ples zvan vogue. Video je dobio pohvale jer je seksualne i spolne uloge učini dvosmislenim, i što je promovirao underground kulturu u mainstream. |
| 1990   | "Justify My Love"                   | Jean-Baptiste Mondino | Crno bijeli video gdje Madonna dolazi u hotelsku sobu i zadovoljava svoje seksualne fantazije. Prikazuju se scene sadomazohizma, voajerizma i biseksualnosti. Neki su kritičari hvalili Madonninu smjelost, dok su drugi prigovarali za Madonninu drskost. Sama Madonna je video nazvala "slavljem seksa". Izdala je video kao video singl, te je on postao najprodavaniji video singl svih vremena, s četverostrukom platinstom certifikacijom koju mu je dodijeila RIAA. |
| 1992   | "This Used to Be My Playground"     | Alek Keshishian       | Koncept videa se zasniva na prisjećanju. Dok Madonna melankolično pjeva o starim danima, prikazuje se fotoalbum na kojemu se okreću stranice. U albumu se nalaze pomične slike Madonne i inserti iz filma Njihova liga. |
| 1992   | "Erotica"                           | Fabien Baron          | Madonna je prikazana kao maskirana domina sa zlatnim zubom i bičem. Ubačene su seksualne slike koje je Madonna snimala za svoju knjigu Sex. Video je napravljen kao seksualno nabijeni sadržaj koji bi šokirao pubiku. MTV je spot prikazivao samo poslije ponoći. |
| 1992   | "Deeper and Deeper"                 | Bobby Woods           | Madonna je prikazana kao muza Warhola Edie Sedgwick. Odlazi u disko i traži nešto što se na kraju ispostavlja da je muškarac koji joj je pustio balone koje je nosila. Ubacuju se scene gdje je Madonna prikazana sa svojim prijateljima kako se slikaju i gledaju muškarca u donjem rublju. |
| 1993   | "Bad Girl"                          | David Fincher         | Video započinje i završava scenom kako Madonna umire. Prikazuje se život mlade žene koja je promiskuitetna, pije i puši te je duboko nesretna. Kroz video ju prati njezin anđeo čuvar kojeg glumi gumac Christopher Walken. |
| 1993   | "Fever"                             | Stéphane Sednaoui     | Madonna u ovom videu ima crvenu kosu, a u drugim scenama je cijela obojana u srebrnu boju. Ubacuju se scene muškarca u tanga gaćicama, obojan cijeli u zlatnu boju. |
| 1993   | "Rain"                              | Mark Romanek          | Madonna ima kratku crnu kosu i snima video u studiju. Prikazuju se scene gdje Madonna ljubi muškarca iza stakla po kojemu se slijeva voda. Video je bio hvaljen, a tehnička postignuća u videu su nagrađena 1993. na MTV Video Music Awards. |
| 1993   | "Bye Bye Baby"                      | Nepoznat              | Prikazana je izvedba s The Girlie Show Tour i MTV Video Music Awards. |
| 1994   | "I'll Remember"                     | Alek Keshishian       | Madonna pjeva pjesmu u glazbenom studiju. Ubacuju se scene iz filma With Honors. |
| 1994   | "Secret"                            | Melodie McDaniel      | Crno bijeli video gdje Madonna glumi blues pjevačicu u klubu. Scene reinkarnacije, transvetitizma i prokletstva se prikazuju dok Madonna šeće ulicom pri povratku kući. |
| 1994   | "Take a Bow"                        | Michael Haussman      | Madonna je ljubavnica španjolskom toreadoru. Njihova afra završava nakon što ju je toreador zlostavljao. U videu se nalaze brojini religijski simboli. |
| 1995   | "Bedtime Story"                     | Mark Romanek          | Video je kao nadrealni san koji proizlazi iz neke vrste eksperimenta na Madonni, koja leži u plavoj "svemirskoj" sobi. Cijena videa je bila 5 milijuna $, što ga čini jednim od najskupljih snimljenih videa u povijesti. Video je 1996. za stalno postavljen u Muzeju moderne umjetnosti u New Yorku. |
| 1995   | "Human Nature"                      | Jean-Baptiste Mondino | Madonna i plesači obučeni u crna PVC mačija odjela izvode brojne S&M plesne točke ispred bijele pozadine. |
| 1995   | "I Want You"                        | Earle Sebastian       | Izdanje pjesme kao singla je otkazano, ali je glazbeni video objavljen. Ovaj crno bijeli video prikazuje Madonnu kako očekuje telefonski poziv svog ljubavnika. |
| 1995   | "You'll See"                        | Michael Haussman      | Nastavak glazbenog videa za pjesmu "Take a Bow". Madonna ostavlja toreadora, ali je on i dalje slijedi posvuda. Na kraju ga se ona ipak uspije riješiti i postaje slobodna. |
| 1996   | "Love Don't Live Here Anymore"      | Jean-Baptiste Mondino | Madonna pjeva pjesmu u sredini velike prazne sobe. |
| 1996   | "You Must Love Me"                  | Alan Parker           | Madonna je na snimanju ovog videa bila trudna sa svojom kćeri Lourdes. Njezin trbuh je bio skriven iza klavira. |
| 1996   | "Don't Cry for Me Argentina"        | Alan Parker           | Prikazane su scene iz filma Evita. |
| 1997   | "Another Suitcase in Another Hall"  | Alan Parker           | Prikazane su scene iz filma Evita. |
| 1998   | "Frozen"                            | Chris Cunningham      | Plavo obojeni video je snimljen u pustinji Mojave. Madonna je obučena u crnu odjeću, te ima dugačku crnu kosu i tetovaže po ruci. Predstavlja mistično biće vještičjeg izgleda, a u spotu se pretvara u crnog psa, crne ptice, a nekada proizlazi iz crne mase sa zemlje. |
| 1998   | "Ray of Light"                      | Jonas Åkerlund        | Ovaj vrlo brzi video prikazuje ljude u njihovoj svakodnevici. Madonna se pojavljuje isred tih slika obučena u klasične traperice i jeans jaknu sa zlatnom kosom. Kroz cijeli spot pleše, te na krau završava na plesnom podiju. Video je osvojio MTV-jevu nagradu za najbolji video godine na MTV Video Music Awards. |
| 1998   | "Drowned World/Substitute For Love" | Walter Stern          | Madonna bježi od novinara u autu. Nakon što dolazi kući, uzima svoju kćerku u naručje. |
| 1998   | "The Power of Good-Bye"             | Matthew Rolston       | Madonna i njezin ljubavnik, kojeg glumi Goran Višnjić, igraju šah te Madonna pobjeđuje. Nakon što je ljubavnik ukori, ona odlazi na plažu i šeće obalom i vjerojatno počini samoubojstvo. |
| 1999   | "Nothing Really Matters"            | Mark Romanek          | Madonna glumi gejšu, nosi crveni kimono i izvodi azijski butoh ples. |
| 1999   | "Beautiful Stranger"                | Brett Ratner          | Video i pjesma su snimljeni za film Austin Powes: Špijun koji me hvatao. Madonna pleše u klubu, a glumac Mike Myers koji glumi Austina Powersa je pokušava zavesti. |

### 2000. – 2009.
| Godina | Glazbeni video                                        | Redatelj                  | Napomena |
| ------ | ----------------------------------------------------- | ------------------------- | --- |
| 2000   | "American Pie"                                        | Philip Stolzl             | Madonna pjeva ispred velike američke zastave. Ubacuju se scene koje prikazuju neke karakteristične slike američkog života. Pojavljuje se i glumac Rupert Everett. |
| 2000   | "Music"                                               | Jonas Åkerlund            | Madonna i njezine prijateljice ulaze u limuzinu koja ih vodi u striptiz klub i disko. Striperi idu s Madonnom i njezinim prijateljicama u limuzini. Ubačeni su i animirani dijelovi videa u kojima se Madonna bori s nekim siledžijama. |
| 2000   | "Don't Tell Me"                                       | Jean-Baptiste Mondino     | Madonna hoda po pokretnoj traci ispred velikog ekrana na kojemu se nalaze slike kauboja. Ti kauboji joj se pridružuju i zajedno plešu do kraja videa. |
| 2001   | "What It Feels Like for a Girl"                       | Guy Ritchie               | Madonna u svom autu vozi staricu iz staračkog doma. Za vrijeme vožnje pravi brojne prekšaje i zločine, uključujući pljačku, uništavanje imovine i ubojstvo. Video je zabranjen u Sjedinjenim Državama zbog pretjeranog nasilja. |
| 2002   | "Die Another Day"                                     | Traktor                   | Madonna je u ovom videu pretučena i vode je na smaknuće u plinsku komoru. Između se pojavljuju scene gdje je prikazana borba crno i bijelo obučene Madonne. Na kraju Madonna pobjegne sa smaknuća. Ovo je drugi najskuplji video snimljen u povijesti s troškovima od 6 milijuna $. |
| 2003   | "American Life"                                       | Jonas Åkerlund            | Izvorni video je prikazao Madonnu među modelima odjevenim u ratničku odjeću na modnoj reviji. U pozadini piste su filmovi eksplozija i aviona koji bacaju bombe. Prikazuju se i djeca koja su žrtve rata na Bliskom Istoku, oružje američke vojske. Madonna narušava show. Video završava tako što Madonna baca granatu u krilo čovjeku koji podsjeća na George W. Busha. Video se smatrao provokativnim i prenasilnim za prikazivanje. Madonna je u početku tvrdila da video nije specifičan za određeni rat, nego da je anti-ratni općenito. Međutim, prije same premijere na glazbenim kanalima u ožujku 2003., Madonna je otkazala ovo izdanje i dala izjavu: "Mislim da nije prikladno emitirati video u ovo vrijeme. Zbog stanja u svijetu, iz osijećanja i poštovanja prema oružanim snagama, koje podržavam i za koje se molim, ne želim riskirati da bi nekoga uvrijedila kada bi krivo protumačili video." Zbog toga je Madonna izdala drugu verziju videa u kojemu se u njezinoj pozadini izmjenjuju države svijeta. |
| 2003   | "Hollywood"                                           | Jean-Baptiste Mondino     | Madonna glumi staru holivudsku glumicu i preokret u glamuroznom životu. |
| 2003   | "Me Against the Music" (Britney Spears feat. Madonna) | Paul Hunter               | Britney Spears i Madonna su u klubu, kao oprečni likovi. Britney u crnom a Madonna u bijelom. Prikazuje se igra lovice poput mačke i miša, gdje Spears pokušava uhvatiti Madonnu. Na kraju videa joj to i uspjeva. |
| 2003   | "Love Profusion"                                      | Luc Besson                | Madonna hoda na nebu i na vodi okruženu vila, riba, cvijeća i oblaka. |
| 2005   | "Hung Up"                                             | Johan Renck               | Madonna pleše u baletnom studiju, a na kraju videa završava u klubu gdje pleše s mnoštvom ljudi. Video je isprekidan scenama ljudi koji prikazuju svoje plesačke vještine. |
| 2006   | "Sorry"                                               | Jamie King                | Nastavak glazbenog videa za pjesmu "Hung Up". Madonna i njezini plesači idu po gradu u bijelom kamionetu i plešu u areni na koturaljkama. |
| 2006   | "Get Together"                                        | Logan                     | Madonna pjeva ispred animiranih eruptirajućih vulkana i gradova. |
| 2006   | "Jump"                                                | Jonas Åkerlund            | Madonna nosi plavu vlasulju i pjeva pjesmu ispred mnogo neonskih natpisa. Ubacuju se scene plesača koji izvode parkour. |
| 2008   | "4 Minutes" (feat. Justin Timberlake)                 | Jonas & François          | Madonna i Timberlake pjevaju i plešu pred velikim ekranom na kojemu se odbrojavaju 4 minute. |
| 2008   | "Give It 2 Me"                                        | Tom Munro, Nathan Rissman | Madonna je za ovaj video odlučila snimiti svoje snimanje za časopis Elle. Pojavljuje se Pharrell Williams. |
| 2008   | "Miles Away"                                          | Nathan Rissman            | Prikazane su scene s Sticky & Sweet Tour iz Buenos Airesa, osobito publika i stadion prije i za vrijeme koncerta. Iako nije službeno objavljen, pojavljuje se na kompilaciji Celebration – The Video Collection. |
| 2009   | "Celebration"                                         | Jonas Akerlund            | Jednostavan video u kojemu Madonna sa svojim plesačima izvodi razne plesne točke ispred crne i bijele pozadine. |

## Videoalbumi

### Koncertne turneje
| Godina | Video | Napomena |
| ------ | --- | --- |
| 1985   | Live – The Virgin Tour - Objavljeno: studeni 1985. - Studio: Sire, Warner Music Video - Format: VHS, Laserdisc                           | - Snimka koncerta s The Virgin Tour snimljen u Detroitu, Michigan, 1985. u svrhu promocije drugog studijskog album Like a Virgin Video je dobio dvostruku platinastu certifikaciju od RIAA za distribuciju 100.000 primjeraka u Sjedinjenim Državama.                       |
| 1987   | Who's That Girl – Live in Japan - Objavljeno: lipanj 1987. - Studio: Mitsubishi, Sire, Warner-Pioneer Japan - Format: VHS, Laserdisc     | - Snimka koncerta s Who's That Girl World Tour snimljenog u Tokiju, Japan, 1987. Objavljeno samo u Japanu. |
| 1988   | Ciao, Italia! – Live from Italy - Objavljeno: lipanj 1988. - Studio: Sire, Warner Reprise Video - Format: VHS, Laserdisc, DVD, VCD       | - Snimka koncerta s Who's That Girl World Tour snimljenog u Torinu, Itaija, 1987.Video je dobio dvostruku platinastu certifikaciju od RIAA za distribuciju 100.000 primjeraka u Sjedinjenim Državama.                                                                       |
| 1990   | Blond Ambition – Japan Tour 90 - Objavljeno: srpanj 1990. - Studio: Sire, Warner-Pioneer Japan - Format: VHS, Laserdisc                  | - Snimka koncerta s Blond Ambition World Tour, snimljen u Yokohami, Japan, 1990. Objavljen samo u Japnu. |
| 1990   | Blond Ambition World Tour Live - Objavljeno: prosinac 1990. - Studio: Sire, Warner-Pioneer - Format: Laserdisc                           | - Snimka koncerta s Blond Ambition World Tour, snimljena u Nici, Francuska, 1990. Video je dobio dvostruku platinastu certifikaciju od RIAA za distribuciju 100.000 primjeraka u Sjedinjenim Državama.                                                                      |
| 1994   | The Girlie Show – Live Down Under - Objavljeno: travanj 1994. - Studio: Maverick, Warner Music Vision - Format: VHS, DVD, Laserdisc, VCD | - Snimka koncerta s The Girlie Show World Tour snimljen u Sydneyu, Australija, u studenome 1993. Video je dobio zlatnu certifikaciju od RIAA za distribuciju 25.000 primjeraka u Sjedinjenim Državama.                                                                      |
| 2001   | Drowned World Tour 2001 - Objavljeno: studeni 2001. - Studio: Maverick, Warner Bros., Warner Music Vision - Format: VHS, DVD, VCD        | - Snimka koncerta s Drowned World Tour, snimljen u The Palace of Auburn Hills u Michiganu, Detroitu, 26. kolovoza 2001. Sadrži i fotogaleriju i tekstove pjesama. Video je dobio platinastu certifikaciju od RIAA za distribuciju 50.000 primjeraka u Sjedinjenim Državama. |
| 2007   | The Confessions Tour - Objavljeno: siječanj 2007. - Studio: Warner Bros., Warner Music Vision - Format: DVD                              | - Snimka koncerta s Confessions Tour, snimljen u Londonu, Engleskoj, 2006. godine. Album je debitirao na 15. mjestu Billboard 200 ljestvice. |
| 2010   | Sticky & Sweet Tour - Objavljeno: ožujak 2010. - Studio: Warner Bros. - Format: DVD, Blu-ray                                             | - Snimka koncerta s Sticky & Sweet Tour,snimljen na River Plate Stadium u Buenos Airesu u prosincu 2008. Debitirao je na 10. mjestu Billboard 200 ljestvice, i postao Madonnin sedamnaesti album u Top 10.                                                                  |

### Kompilacije glazbenih videa
| Godina | Kompilacija | Napomena |
| ------ | --- | --- |
| 1984   | Madonna - Objavljeno: studeni 1984. - Studio: Sire, Warner Music Video - Format: VHS. Laserdisc                                       | - Sadrži glazbene spotove za pjesme "Burning Up", "Lucky Star", "Borderline" i "Like a Virgin". Najprodavanija je video kaseta 1985. godine. RIAA joj je dodijelila platinastu certifikaciju za prodanih 100.000 primjeraka u Sjedinjenim Državama. |
| 1990   | The Immaculate Collection - Objavljeno: studeni 1990. - Studio: Sire, Warner Bros., Warner Music Vision - Format: VHS, Laserdisc, DVD | - Kompilacija videa snimljenih između 1983. i 1990. Sadrži spotove za pjesme "Lucky Star", "Borderline", "Like a Virgin", "Material Girl", "Papa Don't Preach", "Open Your Heart", "La Isla Bonita", "Like a Prayer", "Express Yourself", "Cherish", "Oh Father", "Vogue" i izvedbu uživo s MTV Video Music Awards. RIAA joj je dodijelila trostruku platinastu certifikaciju za prodanih 150.000 primjeraka u Sjedinjenim Državama. |
| 1999   | The Video Collection 93:99 - Objavljeno: listopad 1999. - Studio: Maverick, Warner Bros., Warner Music Vision - Format: VHS, DVD      | - Kompilacija glazbenih videa u radoblju između 1993. i 1999. Uključuje: "Bad Girl", "Fever", "Rain", "Secret", "Take a Bow", "Bedtime Story", "Human Nature", "Love Don't Live Here Anymore", "Frozen", "Ray of Light", "Drowned World", "Power of Goodbye", "Nothing Really Matters" and "Beautiful Stranger". RIAA joj je dodijelila platinastu certifikaciju za prodanih 50.000 primjeraka u Sjedinjenim Državama.               |
| 2009   | Celebration – The Video Collection - Objavljeno: rujan 2009. - Studio: Warner Bros., Warner Music Vision - Format: DVD                | - DVD sadrži 47 glazbenih spotova. Objavljen uz Madonninu kompilaciju najvećih hitova Celebration.RIAA joj je dodijelila platinastu certifikaciju za prodanih 50.000 primjeraka u Sjedinjenim Državama. |

### Dokumentarni filmovi
| Godina | Video | Napomena |
| ------ | --- | --- |
| 1991   | Truth or Dare (aka In Bed with Madonna) - Objavljeno: ožujak 1991. - Studio: Miramax - Format: VHS, DVD    | - Dokumentarni film o Madonninoj Blond Ambition World Tour iz 1990. Uključuje izvedbe "Like a Virgin", "Papa Don't Preach", "Vogue" i "Like a Prayer" s koncerta. |
| 2006   | I'm Going to Tell You a Secret - Objavljeno: lipanj 2006. - Studio: Warner Music Vision - Format: DVD + CD | - Dokumentarni film o Madonninoj Re-Invention World Tour iz 2004. Uz DVD se nalazi i CD album. Debitirao je na 33. mjestu Billboard 200 ljestvice.                |

## Video singlovi
| Godina | Video | Napomena |
| ------ | --- | --- |
| 1991   | "Justify My Love" - Objavljeno: prosinac 1990. - Studio: Warner Music Vision - Format: VHS                   | - Glazbeni video za pjesmu "JUstify My Love". RIAA joj je dodijelila četverostruku platinastu certifikaciju za prodanih 200.000 primjeraka u Sjedinjenim Državama. Video je prodan u 440.000 kopija. Najprodavaniji je glazbeni video svih vremena. |
| 1998   | "Ray of Light" - Objavjeno: lipanj 1998. - Studio: Warner Music Vision - Format: VHS                         | - Glazbeni video za pjesmu "Ray of Light". U prvom tjednu je prodano 7.381 kopija. |
| 2000   | "Music" - Objavljeno: rujan 2000. - Studio: Warner Music Vision - Format: DVD                                | - Glazbeni video za pjesmu "Music". RIAA joj je dodijelila zlatnu certifikaciju za prodanih 25.000 primjeraka u Sjedinjenim Državama. |
| 2001   | "What It Feels Like for a Girl" - Objavljeno: travanj 2001. - Studio: Warner Music Vision - Format: VHS, DVD | - Glazbeni video za pjesmu "What It Feels Like for a Girl". |